# 张塞
张塞（1931年5月—），男，祖籍山东莱阳，生于黑龙江哈尔滨，中华人民共和国统计学家，曾任国家统计局局长。

## 生平
1931年5月，张塞生于哈尔滨市。1948年9月参加中国共产党领导的革命工作。1950年5月加入中国共产党。1954年入中国人民大学经济系学习，1958年毕业。此后历任山西省计划委员会科长、副处长、办公室主任，山西省统计局副局长，山西省计划委员会主任，中共山西省委常委。1984年6月到1997年2月，任国家统计局局长。在任国家统计局局长期间，兼任国民经济核算协调委员会主任、国家计划委员会委员、联合国统计委员会委员等职。张塞是高级统计师，曾任首都经贸大学、中国人民大学、西安统计学院兼职教授，中国社会科学院数量经济与技术经济研究所兼职研究员。张塞是第七、八届全国人大代表，中共十三大、十四大、十五大代表，第九届全国政协委员。

## 学术贡献
张塞是中华人民共和国投入产出表编制及应用开发的先驱。在任山西省统计局领导期间，1979年组织了中华人民共和国第一张地区投入产出表——山西省投入产出表的编制及应用开发，因此获得山西省社会科技进步一等奖。张塞和李强（1954年生）等合作编著《投入产出地区表编制方法》、《投入产出地区表的编制与应用》、《投入产出基层调查表编制方法》等专著。出任国家统计局局长后，倡导编制了全国及各省、自治区、直辖市的投入产出表。张塞组织研究的国家重大软科学应用研究项目《中国1987年投入产出模型应用》，在1991年获得国家统计科研成果特等奖。在国家统计局局长任内，他还积极推动统计工作适应社会主义市场经济要求，完善国民经济核算体系，推进中华人民共和国统计改革及统计现代化。